# Risultati elettorali di Democrazia è Libertà - La Margherita per regione italiana

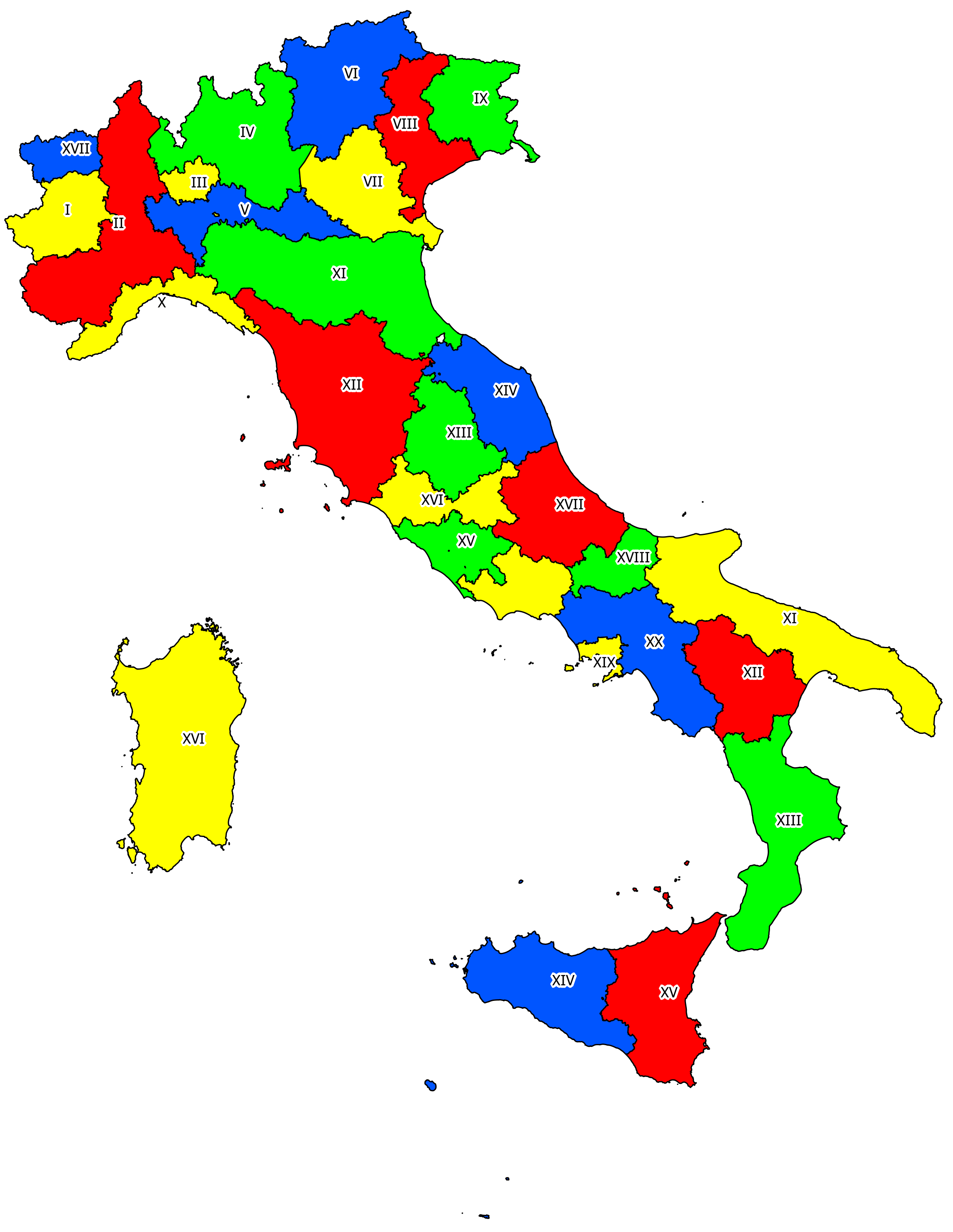
Circoscrizioni elettorali in Italia per l'elezione della Camera dei deputati

Le presenti tabelle riassumono i risultati elettorali di Democrazia è Libertà - La Margherita nelle regioni italiane. I valori espressi si riferiscono alla percentuale sui voti validi. Per le elezioni politiche, il dato si riferisce all'elezione della Camera dei deputati, prendendo in considerazione la parte proporzionale durante i periodi in cui è stata in vigore la legge Mattarella, ad eccezione del dato della Valle d'Aosta, che ha votato anche durante tale periodo con il sistema maggioritario. Per le elezioni politiche del 2006 è riportato anche il dato ottenuto al Senato, in cui, a differenza che alla Camera, in cui era inclusa nella lista comune dell'Ulivo, presentò liste col proprio simbolo nella maggioranza delle regioni.

## Legenda
P = Elezioni politiche

R = Elezioni regionali

E = Elezioni europee

     = La lista non è stata presentata in questa regione e in questa tornata elettorale

N.D. = La tornata elettorale non si è tenuta in questa regione

## Risultati
| Anno                  | 2001  | 2001  | 2003  | 2004  | 2004  | 2005  | 2006  | 2006  | 2006  |
|                       | R     | P     | R     | R     | E     | R     | R     | P     | P     |
| --------------------- | ----- | ----- | ----- | ----- | ----- | ----- | ----- | ----- | ----- |
| Valle d'Aosta         | N.D.  |       |       | N.D.  | 13,58 | N.D.  | N.D.  |       |       |
| Piemonte              | N.D.  | 15,13 | N.D.  | N.D.  | 31,66 | 10,34 | N.D.  | 31,42 | 11,74 |
| Liguria               | N.D.  | 11,96 | N.D.  | N.D.  | 38,94 | 34,35 | N.D.  | 34,80 | 8,72  |
| Lombardia             | N.D.  | 15,06 | N.D.  | N.D.  | 25,24 | 27,07 | N.D.  | 26,71 | 10,03 |
| Veneto                | N.D.  | 14,95 | N.D.  | N.D.  | 26,57 | 24,30 | N.D.  | 26,65 | 11,89 |
| Trentino-Alto Adige   | N.D.  | 11,64 | -     | N.D.  | 25,39 | N.D.  | N.D.  | 20,69 | 34,45 |
| Bolzano               | N.D.  | 6,49  | 3,72  | N.D.  | 13,18 | N.D.  | N.D.  | 10,76 | 20,86 |
| Trento                | N.D.  | 16,67 | 25,88 | N.D.  | 37,72 | N.D.  | N.D.  | 30,04 | 47,66 |
| Friuli-Venezia Giulia | N.D.  | 21,78 | 14,75 | N.D.  | 30,17 | N.D.  | N.D.  | 29,09 | 14,25 |
| Emilia-Romagna        | N.D.  | 15,47 | N.D.  | N.D.  | 42,96 | 48,03 | N.D.  | 44,82 | 9,41  |
| Toscana               | N.D.  | 13,45 | N.D.  | N.D.  | 41,67 | 48,77 | N.D.  | 43,26 | 9,03  |
| Marche                | N.D.  | 15,07 | N.D.  | N.D.  | 35,87 | 40,12 | N.D.  | 39,14 | 11,39 |
| Umbria                | N.D.  | 13,14 | N.D.  | N.D.  | 35,90 | 45,19 | N.D.  | 39,19 | 9,09  |
| Lazio                 | N.D.  | 16,13 | N.D.  | N.D.  | 31,62 | 27,04 | N.D.  | 31,06 | 9,10  |
| Abruzzo               | N.D.  | 11,46 | N.D.  | N.D.  | 28,51 | 16,73 | N.D.  | 32,41 | 12,28 |
| Molise                | 14,59 | 9,53  | N.D.  | N.D.  | 24,00 | N.D.  | 10,90 | 29,73 | 31,85 |
| Campania              | N.D.  | 12,13 | N.D.  | N.D.  | 31,31 | 15,95 | N.D.  | 28,53 | 12,80 |
| Basilicata            | N.D.  | 18,11 | N.D.  | N.D.  | 36,53 | 38,65 | N.D.  | 35,30 | 15,43 |
| Puglia                | N.D.  | 16,11 | N.D.  | N.D.  | 29,89 | 9,74  | N.D.  | 29,13 | 11,11 |
| Calabria              | N.D.  | 10,68 | N.D.  | N.D.  | 27,14 | 14,52 | N.D.  | 26,28 | 10,30 |
| Sicilia               | 7,98  | 13,93 | N.D.  | N.D.  | 28,72 | N.D.  | 12,02 | 25,25 | 11,77 |
| Sardegna              | N.D.  | 13,47 | N.D.  | 10,90 | 23,52 | N.D.  | N.D.  | 33,28 | 12,56 |
| TOTALE ITALIA         | N.D.  | 14,52 | N.D.  | N.D.  | 31,09 | 4,67  | N.D.  | 31,27 | 10,73 |
| Circoscrizione Estero | N.D.  | N.D.  | N.D.  | N.D.  | 26,54 | N.D.  | N.D.  | 43,39 | 44,14 |